# Parastasia laratina
Parastasia laratina är en skalbaggsart som beskrevs av Ohaus 1903. Parastasia laratina ingår i släktet Parastasia och familjen Rutelidae. Inga underarter finns listade i Catalogue of Life.